# Michel Foucault
Pour les articles homonymes, voir Foucault.
Paul-Michel Foucault, dit Michel Foucault, né le 15 octobre 1926 à Poitiers, mort le 25 juin 1984 à Paris dans le 13e arrondissement, est un philosophe français.
Il est connu pour ses critiques des institutions sociales, principalement la psychiatrie, la médecine, le système carcéral, et pour ses idées et développements sur l'histoire de la sexualité, ses théories générales sur le pouvoir et les relations complexes entre pouvoir et connaissance.
Associé aux débuts du Centre universitaire expérimental de Vincennes, il est ensuite, de 1970 à 1984, titulaire d'une chaire au Collège de France qu'il intitule « Histoire des systèmes de pensée ». Militant politique dans les années 1970, il participe aux premiers mouvements de soutien aux travailleurs immigrés et fonde le Groupe d'information sur les prisons qui donne la parole aux détenus sur leurs conditions de vie.
D'abord associé au structuralisme, Foucault a produit une œuvre aujourd'hui rattachée au post-structuralisme et à la philosophie postmoderne. Figure phare de la French Theory, son travail reste très fécond dans le monde académique notamment anglo-saxon par-delà les spécialisations disciplinaires. The Times Higher Education Guide le décrit en 2009 comme l'auteur en sciences humaines le plus cité au monde.
Il est l'une des premières personnalités à mourir du sida en France.
Son compagnon, Daniel Defert, a fondé l'association AIDES en son honneur.

## Biographie

### Premières années
Paul-Michel Foucault est issu d'une famille bourgeoise. Son père Paul-André (de) est né en 1893 à Fontainebleau et mort en 1959 à Poitiers. Mobilisé lors de la Première Guerre mondiale comme infirmier puis médecin auxiliaire, il devient chirurgien et professeur d'anatomie. En 1924, il épouse Anne Malapert. Née en 1900 à Poitiers, morte en 1987 à Vendeuvre-du-Poitou, elle y possède des biens immobiliers. Elle est la fille d'un docteur en chirurgie poitevin. De leur union naissent trois enfants : Francine née en 1925, Paul-Michel né en 1926, et Denys né en 1933, devenu chirurgien.
Paul-Michel est très tôt attiré par l'histoire. Contre l'avis de son père qui voulait le destiner à la carrière médicale, il entre en classes préparatoires littéraires, avec le soutien de sa mère. Il abandonne plus tard le « Paul » de son prénom. Didier Eribon, dans sa biographie, avance deux hypothèses : la première, que Foucault donna à sa mère, étant que ses initiales étaient les mêmes que celles de Pierre Mendès France ; la seconde, qu'il avait donnée à ses amis, étant qu'« il ne voulait plus porter le prénom de son père, qu'adolescent il haïssait ».
Ses études sont un mélange de succès et de résultats médiocres : il est très mauvais en mathématiques, mais rafle régulièrement des prix d'excellence en français, histoire, grec et latin. Mais ses résultats chutent brusquement en classe de troisième, en 1940 : il ne supporte pas de n'être plus premier depuis l'arrivée des Parisiens repliés à Poitiers. Devançant son éventuel redoublement, sa mère l'inscrit alors au Collège Saint-Stanislas de Poitiers, où bientôt il excelle — second derrière son camarade Pierre Rivière. Sa mère fait aussi jouer à plein son réseau privé et confie son fils à un jeune étudiant, Louis Girard, qui lui « ressort » « une sorte de kantisme assez vague, arrangé à la mode du XIXe siècle ». De sorte qu'à la fin de l'année, Foucault obtient le deuxième prix de philosophie.
En classe de terminale, son professeur de philosophie (le Père Supérieur Dom Pierrot) le classe dans la catégorie des élèves « pour qui la philosophie serait toujours un objet de curiosité », plutôt tournés vers Descartes, par opposition à ceux pour qui elle relèverait plutôt d'une inquiétude existentielle, vitale, davantage tournés vers Pascal. Au baccalauréat, il obtient la mention « assez bien », avec 10/20 en philosophie. De cette époque, Foucault retiendra surtout des souvenirs liés à l'Histoire, c'est-à-dire aux événements politiques (plus qu'à la vie familiale) ; quant à ses souvenirs de lycée du Collège Saint-Stanislas, ils sont détestables : il en haïssait l'atmosphère religieuse et méprisait les cours qu'il y avait reçus.
Soutenu par sa mère, qui veut lui laisser le choix de ses études, il tient tête à son père (car « l'idée de faire des études de médecine lui fait horreur »). En septembre 1943, il entre en classes préparatoires littéraires au lycée Henri-IV de Poitiers. Manifestant de plus en plus d'intérêt pour la philosophie (sans délaisser l'histoire), le jeune élève devient, en classe, le principal interlocuteur de son professeur de philosophie : « Les autres [élèves] étaient un peu perdus… » Foucault, à cette époque, est assez solitaire, « il travaillait tout le temps et se liait assez peu aux autres » : il s'accorde, selon ses propres dires, une première récréation (d'un quart d'heure) quelques semaines avant le concours. « Le concours, la compétition, en faire plus que l'autre, être le premier, quelqu'un comme moi a toujours vécu là-dedans », expliquera-t-il plus tard. Malgré cela, il échoue (de peu) en 1945 aux épreuves écrites du concours d'entrée à l'École normale supérieure : il est cent unième, alors que seuls les cent premiers peuvent se présenter à l'oral.
Après de nouvelles démarches de sa mère, Michel Foucault quitte enfin Poitiers, ville qu'il juge étouffante, pour Paris où il est admis à la rentrée 1945-1946 au lycée Henri-IV. Sa mère ayant les moyens de lui payer une chambre en ville (l'adolescent, fragile et instable, répugne absolument à la vie en communauté de l'internat du lycée), il est perçu par les internes comme un « provincial mal fagoté », « un garçon sauvage, énigmatique, fermé sur lui-même ». Il travaille énormément, « comme un fou ». Jean Hyppolite, alors son professeur au lycée Henri-IV, qu'il trouve fulgurant et génial, l'éblouit. Il ne cessera de proclamer sa dette à ce grand connaisseur de Hegel, à qui il succédera au Collège de France ; en 1975, il affirme même qu'il lui « doit tout ». Le professeur qui succède à Jean Hyppolite dit du jeune Foucault qu'il « vaut beaucoup mieux que sa note — devra s'affranchir d'une tendance à l'hermétisme —, c'est un esprit rigoureux ». Il lit et aime Balzac, Stendhal et Gide mais surtout se passionne de plus en plus pour la philosophie. Devenu « élève d'élite » selon ce professeur, il passe du vingt-deuxième rang, à la rentrée, au premier rang avant la fin de l'année et, en histoire, du septième au premier rang.
Il est reçu quatrième, en 1946, au concours d'entrée à l'École normale supérieure de Paris, rue d'Ulm.

### À l'École normale supérieure de Paris (1946 à 1951)
« C'est une nouvelle vie qui commence pour lui. Une vie qu'il aura bien du mal à supporter. Foucault est un garçon solitaire, sauvage, dont les rapports avec les autres sont très compliqués, souvent conflictuels ». Didier Eribon dans sa biographie résume l'ambiance de ces années « parfois intolérables » pour Foucault : « Il se dispute avec tout le monde, il se fâche, il déploie tous azimuts une formidable agressivité qui s'ajoute à une tendance assez marquée pour la mégalomanie. Foucault aime à mettre en scène le génie dont il se sait porteur. Si bien que, très vite, il est presque unanimement détesté. Il passe pour être à moitié fou ».
Sa vie quotidienne à l'École normale supérieure est difficile et mouvementée ; il souffre de dépression grave. Un jour, l'un des enseignants le retrouve étendu dans une salle, la poitrine lacérée à coups de rasoir. Une autre fois, il poursuit un condisciple en tenant un poignard à la main. Louis Althusser dira même que Michel Foucault et lui ont toute leur vie côtoyé la folie, mais que lui seul était parvenu un jour à se « sentir guéri ». En 1948, à la suite de cette première tentative de suicide au rasoir, Foucault se retrouve à l'hôpital Sainte-Anne où il rencontre le Dr Gaillot, psychiatre : rentré à Ulm, il dispose désormais d'une chambre pour lui tout seul, à l'infirmerie. Selon son médecin, l'obsession suicidaire venait de ce qu'il vivait extrêmement mal son homosexualité. Si bien qu'il pouvait répondre, à un ami qui lui demandait où il allait : « Je vais au BHV, acheter une corde pour me pendre ». Quand il rentrait de ses fréquentes sorties dans les bars gays, il restait prostré pendant des heures, anéanti par la honte. Aussi l'un de ses anciens condisciples de l'École normale supérieure pourra avouer, plus tard, que « quand l'Histoire de la folie à l'âge classique est sortie, tous ceux qui le connaissaient ont bien vu que c'était lié à son histoire personnelle ». Quant à Foucault lui-même, il confessera que « c'est tout de même un problème impressionnant quand on le découvre pour soi-même [qu'on est homosexuel]. Très vite, ça s'est transformé en une espèce de menace psychiatrique : si tu n'es pas comme tout le monde, c'est que tu es anormal, si tu es anormal, c'est que tu es malade ».
Parallèlement, Foucault est un immense travailleur. Il choisit de préparer l'agrégation de philosophie en trois ans au lieu des quatre prévus généralement pour les normaliens. Il fiche tous les livres qu'il a lus et les range dans des boîtes, déniche même des notes d'un cours de Bergson, lit tous les philosophes classiques (Platon, Kant, etc.) mais aussi Hegel et Bachelard, Marx et Freud, ainsi que Martin Heidegger dont la lecture essentielle pour lui le pousse ensuite à découvrir Friedrich Nietzsche. En littérature, il découvre Kafka, Faulkner et Jean Genet. Il développe à la même période une véritable fascination pour la psychologie (au point d'envisager, un temps, de poursuivre finalement des études de médecine), et lit très attentivement la Critique des fondements de la psychologie de Politzer. Ainsi, après avoir obtenu en 1948 sa licence de philosophie à la Sorbonne (où il ne met presque jamais les pieds), il obtient en 1949 une licence de psychologie, dont la chaire venait tout juste d'être créée (en 1947). Il suit alors les cours de Daniel Lagache et participe très vite à la branche clinique de cette discipline où il est amené à côtoyer différentes personnalités, dont — par le biais d'une amie de sa mère — Ludwig Binswanger. Il fait même passer le test de Rorschach (chacun doit dire ce qu'il voit dans différentes taches d'encre) à de nombreux condisciples, afin de « savoir, dit-il, ce qu'ils ont dans la tête ».
Il est très assidu au cours de Maurice Merleau-Ponty sur le langage et surtout sur les sciences humaines — cours qui le marque profondément. Mais surtout, Michel Foucault côtoie Louis Althusser, dont il devient vite l'ami. Dès son entrée à l'École normale supérieure, en 1947, Foucault avait voulu, comme de très nombreux normaliens de l'époque, s'inscrire au PCF ; mais on l'avait refusé parce qu'il ne voulait pas militer au syndicat des élèves. Ce n'est donc qu'en 1950, et sous l'influence d'Althusser, qu'il s'y inscrit pour de bon, mais, à l'inverse de la plupart des membres du Parti, jamais il ne participe très activement à sa cellule, et il quitte le Parti dès 1953, sur la base des informations qui commençaient alors à filtrer sur la situation réelle en Union soviétique, et notamment sur le Goulag, sous la dictature de Staline.
En 1950, Michel Foucault échoue à l'agrégation. Reçu vingt-neuvième à l'écrit, il doit faire à l'oral une leçon sur l'hypothèse : il parle beaucoup du Parménide, ne dit pas un mot de Claude Bernard et ne parle pas de la science ; le jury lui reproche de s'être préoccupé « beaucoup plus de faire montre d'érudition que de traiter le sujet proposé ». Alors qu'il passait, auprès de ses condisciples, pour l'un des plus brillants d'entre eux, cet échec fait scandale. Althusser charge Jean Laplanche de surveiller Foucault… qui fait une seconde tentative de suicide. La crise est bien plus terrible que lors de son échec la première fois au concours de l'École normale supérieure, mais elle est courte ; il se remet vite au travail. En 1951, il est reçu deuxième, ex æquo avec Louis Millet. Bien que le major, Yvon Brès, soit venu s'excuser personnellement de l'avoir devancé, considérant qu'il s'agissait là d'une injustice, Foucault est furieux et va se plaindre auprès de Georges Canguilhem : « Quelle idée vraiment, lui dit-il en substance, d'interroger les agrégatifs sur la sexualité ! ».

### Années 1950

#### Début de carrière
Entre 1951 et 1955, et à la demande de Louis Althusser, Michel Foucault enseigne la psychologie à l'École normale supérieure ; son éloquence le rend assez célèbre à Ulm : Paul Veyne et Jacques Derrida sont impressionnés. Foucault, en vertu de la tradition, emmène ses élèves assister à l'interrogation et à l'examen d'un malade par Georges Daumezon.
En 1952, Foucault obtient son diplôme de psychologie pathologique et traduit Le Rêve et l'existence de Ludwig Binswanger, qu'il fera publier en 1954 avec une préface plus longue que le livre lui-même. L'analyse existentielle de ce psychiatre original lui permet, dira-t-il plus tard, de mieux comprendre l'oppression du savoir psychiatrique académique.
À cette époque, il est psychologue stagiaire à l'hôpital Sainte-Anne, non sans en ressentir un certain « malaise », qu'il ne comprendra qu'au moment d'écrire son Histoire de la folie. Deux ans plus tôt, entre 1950 et 1952, il a aussi travaillé sur le terrain de la psychologie expérimentale à la maison d'arrêt de Fresnes, où il se rendait une fois par semaine pour faire passer des examens légers aux prisonniers. En 1954, il fait également un stage à la clinique dirigée par Roland Kuhn à Münsterlingen, en Suisse, où il s'initie à la psychiatrie phénoménologique.
Dans le même temps, tout en occupant un poste de répétiteur à l'École normale supérieure, Foucault accepte un poste d'assistant à l'université de Lille, où de 1953 à 1954 il enseigne aussi la psychologie. C'est à cette époque qu'il se lie avec le compositeur Jean Barraqué et l'anthropologue Maurice Godelier, son cadet de huit ans, qu'il fait adhérer au parti communiste. En 1954, il publie son premier livre, Maladie mentale et personnalité, un travail commandé par Louis Althusser et qu'il désavouera par la suite.

#### Suède, Pologne et Allemagne (1955 à 1960)
Il lui devient rapidement apparent qu'il n'est pas intéressé par une carrière d'enseignant, et il entreprend alors un long exil hors de France. En 1955, il accepte donc un poste à l'université d'Uppsala en Suède en tant que conseiller culturel, position qui est arrangée pour lui par Georges Dumézil ; celui-ci devient par la suite un ami et un mentor.
En juillet 1957, il découvre La Vue du poète Raymond Roussel chez l'éditeur José Corti (à Paris). Celui-ci lui conseille d'acheter la totalité de ce qui, dans l'œuvre de Roussel,est paru en édition Lemerre, devenue rare,.
En 1958, Foucault rentre à Paris pour suivre les événements de la crise de mai 1958. C'est en octobre 1958 qu'il quitte la Suède pour Varsovie. Il y est chargé de l'ouverture du Centre de civilisation française qui doit compenser la fermeture de l'Institut français de Varsovie par la république populaire de Pologne quelques années plus tôt. Il donne des conférences à l'université et à l'institut des langues romanes. En 1959, il finit par être inquiété par la police politique communiste qui s'alarme de la nature de ses travaux et de ses fréquentations, et Władysław Gomułka exige son départ. Début 1959, il s'installe à Hambourg en Allemagne de l'Ouest. Il occupe le poste de directeur à l'Institut français de Hambourg. Il donne des cours de littérature française à la faculté de philosophie de l'université et il poursuit sa thèse.

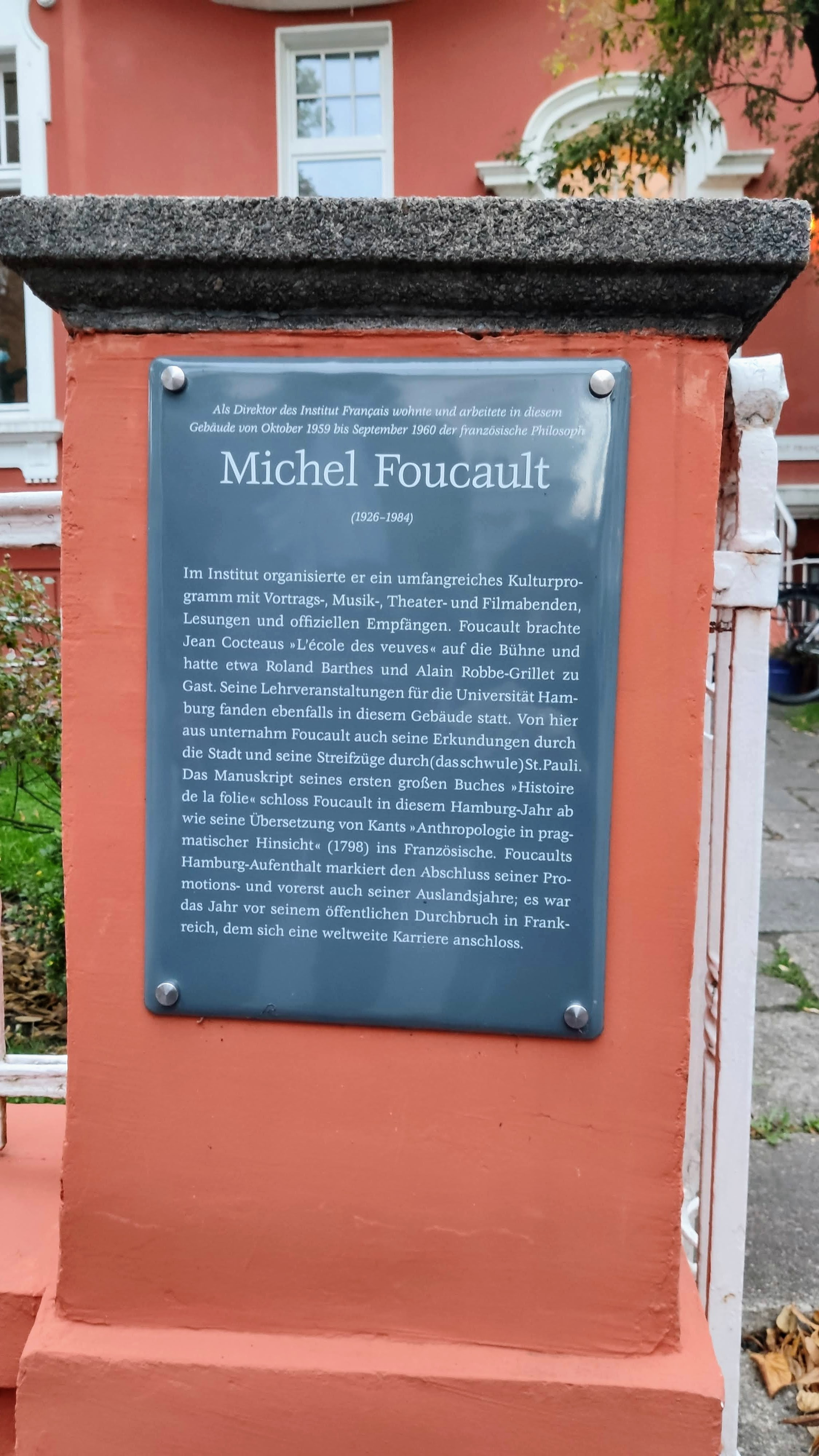
Plaque commémorative pour Michel Foucault à l'entrée de l'Institut français de Hambourg - Foucault fut directeur de l'Institut français de Hambourg, fondé en mars 1951, du 1er octobre 1959 au 30 septembre 1960

### Années 1960

#### 1960-1961:Histoire de la folie à l'âge classique
Foucault retourne en France en 1960 pour finir sa thèse et occuper un poste de philosophie à la Faculté des lettres de Clermont-Ferrand, à l'invitation de Jules Vuillemin, directeur du département de philosophie ; les deux hommes se lient d'une amitié durable. Il a pour collègue Michel Serres. C'est là aussi qu'il rencontre Daniel Defert, qui devient son compagnon en 1963 et le restera jusqu'à la fin de ses jours. Foucault décrit cette relation comme un « état de passion ».
En 1961, installé dans le 15e arrondissement de Paris au 13 rue du Docteur Finlay, il obtient son doctorat en soutenant deux thèses (comme il était de coutume à l'époque), l'une dite « thèse complémentaire » est constituée de sa « traduction, introduction et notes » de l'Anthropologie du point de vue pragmatique de Kant, dont le rapporteur est Jean Hyppolite, l'autre dite « thèse principale » et intitulée Folie et déraison : histoire de la folie à l'âge classique, dont les rapporteurs sont Georges Canguilhem et Daniel Lagache. Folie et déraison est très bien accueilli. Il publie en 1962 une réédition de son livre de 1954 Maladie mentale et personnalité sous un nouveau titre, Maladie mentale et psychologie et le désavoue à nouveau par la suite.

#### 1963:Naissance de la cliniqueetRaymond Roussel
Foucault s'intéresse à l'épistémologie de la médecine et publie en 1963 Naissance de la clinique : une archéologie du regard médical (dont le manuscrit était achevé en novembre 1961) et  Raymond Roussel.
Au début de cette année 1963, il entre avec Roland Barthes et Michel Deguy au premier « conseil de rédaction » de la revue Critique, auprès de Jean Piel qui reprend la direction de la revue après la mort de Georges Bataille.
À la suite de l'affectation de Defert en Tunisie pour la durée de son service militaire, Foucault s'y installe lui aussi et prend un poste à l'université de Tunis en 1965.
En janvier, il est nommé à la Commission de réforme des universités mise en place par le ministre de l'Éducation nationale de l'époque, Christian Fouchet, et l'on parle alors d'une possible nomination au poste de sous-directeur des enseignements supérieurs. Il semble cependant qu'une enquête menée sur sa vie privée par certains universitaires soit à l'origine de sa non-nomination.

#### 1966:Les Mots et les Choses
En février 1966, Foucault participe, avec Gilles Deleuze, à la publication de l'édition française des œuvres complètes de Friedrich Nietzsche chez Gallimard. La même année, il publie Les Mots et les Choses, ouvrage dans lequel, faisant écho à Nietzsche et à son concept de mort de Dieu, Foucault théorise la « mort de l'homme », qui connaît immédiatement un immense succès. À l'époque, l'engouement pour le structuralisme est à son comble, et Foucault se retrouve très rapidement rattaché à des chercheurs et philosophes tels que Jacques Derrida, Claude Lévi-Strauss et Roland Barthes, alors perçus comme la nouvelle vague de penseurs prêts à renverser l'existentialisme et l'intellectuel total incarné par Jean-Paul Sartre. Sa présence est attestée au séminaire hebdomadaire que Lacan tient à l'École normale supérieure, notamment en 1966-1967 où celui-ci donne sa propre lecture des Ménines de Velasquez, après avoir invité son auditoire à lire Les Mots et les Choses qui vient de paraître. Nombre des débats, échanges et interviews impliquant Foucault se font alors les échos de l'opposition entre l'humanisme, et son affranchissement par l'étude des systèmes et de leurs structures. Cependant, Foucault se lasse de l'étiquette « structuraliste ».

#### 1968-1969:L'Archéologie du savoir
L'année 1966 est celle d'une grande effervescence au sein des sciences humaines : Lacan, Lévi-Strauss, Benveniste, Genette, Greimas, Doubrovsky, Todorov et Barthes publient certains de leurs ouvrages les plus importants.
À la fin de cette année 1966, Foucault arrive pour enseigner la philosophie à l'université de Tunis qui connaît dès décembre une grève étudiante. L'année suivante, en 1967, il est profondément marqué par des actes antisémites dans les manifestations pro-palestiniennes en Tunisie lors de la Guerre des Six Jours,.
Durant les événements de mai 1968, il se trouve surtout en Tunisie (bien qu'il retourne quelques jours à Paris au mois de mai), où il s'implique dans les révoltes des étudiants tunisiens de mars à juillet. La répression de celles-ci affectent particulièrement Foucault : les sanctions sont bien plus lourdes qu'en France et Foucault la subit lui-même lorsqu'il tombe dans un guet-apens, ce qui pourrait être la raison de son départ de Tunisie,. Son détachement à Tunis expire en octobre 1968 et sa nomination à Vincennes devient effective en décembre. Il ne revient ensuite en Tunisie que pour de courts séjours à partir de 1971.
Revenu en France, il enseigne pendant quelques mois au centre universitaire de Vincennes début 1969 et publie son ouvrage L'Archéologie du savoir (qu'il a essentiellement rédigé en Tunisie), une réponse aux critiques qui lui sont faites.
Il se dit pourtant déconcerté par le « déchaînement de théories, de discussions, d'anathèmes, de groupuscularisation » de la période. C'est surtout à partir de 1969 qu'il se politise.

### Années 1970

#### Cours au Collège de France
En novembre 1969, Michel Foucault est élu au Collège de France, prestigieuse institution française d'enseignement et de recherche, comme professeur de la chaire d’Histoire des systèmes de pensée, un titre choisi par lui ; sa candidature était soutenue par Jules Vuillemin. L'Ordre du discours, qui paraît en 1971, constitue sa leçon inaugurale.
| Année     | Titre du cours                                                 | Année de publication |
| --------- | -------------------------------------------------------------- | -------------------- |
| 1970-1971 | La Volonté de savoir                                           | 2011                 |
| 1971-1972 | Théories et institutions pénales                               | 2015                 |
| 1972-1973 | La Société punitive                                            | 2013                 |
| 1973-1974 | Le Pouvoir psychiatrique                                       | 2003                 |
| 1974-1975 | Les Anormaux                                                   | 1999                 |
| 1975-1976 | « Il faut défendre la société »                                | 1997                 |
| 1976-1977 | (année sabbatique)                                             | (année sabbatique)   |
| 1977-1978 | Sécurité, territoire et population                             | 2004                 |
| 1978-1979 | Naissance de la biopolitique                                   | 2004                 |
| 1979-1980 | Du Gouvernement des vivants                                    | 2012                 |
| 1980-1981 | Subjectivité et vérité                                         | 2014                 |
| 1981-1982 | L'Herméneutique du sujet                                       | 2001                 |
| 1982-1983 | Le Gouvernement de soi et des autres                           | 2008                 |
| 1983-1984 | Le Gouvernement de soi et des autres : le courage de la vérité | 2009                 |

#### Le militant
En 1971, au mois de novembre, Foucault débat avec l'intellectuel américain Noam Chomsky à l’École supérieure de technologie d’Eindhoven aux Pays-Bas.
Son engagement politique à l'extrême gauche s'accroît durant cette période. Des liens sont établis avec la Gauche prolétarienne, mouvement maoïste non léniniste, devenu clandestin. C'est à la suite d'une grève de la faim de certains de ses militants (pour obtenir le statut de prisonniers politiques) que Foucault fonde le Groupe d'information sur les prisons (GIP) pour permettre aux prisonniers de s'exprimer sur les conditions de leur incarcération (des militants ont fait entrer des questionnaires clandestinement dans les prisons). En juillet 1970, après de multiples publications et investigations du GIP, la presse quotidienne et les radios sont autorisées dans les prisons. En novembre 1972, il met sur pied le Comité d'action des prisonniers (CAP) avec Serge Livrozet qui sort de prison et dont il préfacera l'essai De la prison à la révolte. Il participe aussi, de même que Jean-Paul Sartre, aux premières manifestations en soutien des travailleurs immigrés.

#### 1975:Surveiller et punir
La réflexion de Foucault attachée à son expérience avec le Groupe d'Information sur les Prisons se retrouve dans son livre Surveiller et punir, qui paraît en 1975. C'est une étude des structures des micro-pouvoirs qui se développèrent dans les sociétés occidentales à partir du XVIIIe siècle, avec un regard approfondi sur les prisons et les écoles.
Sa participation au débat concernant la Loi de la pudeur est un autre temps fort de son militantisme politique. En 1977, alors qu'une commission du Parlement français discute de la réforme du Code pénal français, il signe une pétition, avec Jacques Derrida et Louis Althusser, parmi beaucoup d'autres, demandant l'abrogation de certains des articles de la loi sur la majorité sexuelle afin de dépénaliser les relations consenties entre adultes et mineurs de quinze ans (l'âge du consentement en France).
Il estime alors que le système pénal est en train de remplacer la punition d'actes criminels par la création de figures d'individus dangereux pour la société (sans se soucier de délits réels les désignant) et prédit qu'une « société de dangers » adviendra, lorsque la sexualité deviendra une sorte de « danger errant », une « illusion ». Il souligne que cela deviendra possible grâce à l'établissement d'un « nouveau pouvoir médical », intéressé par les profits provenant du traitement de ces « individus dangereux ».

#### Évolution

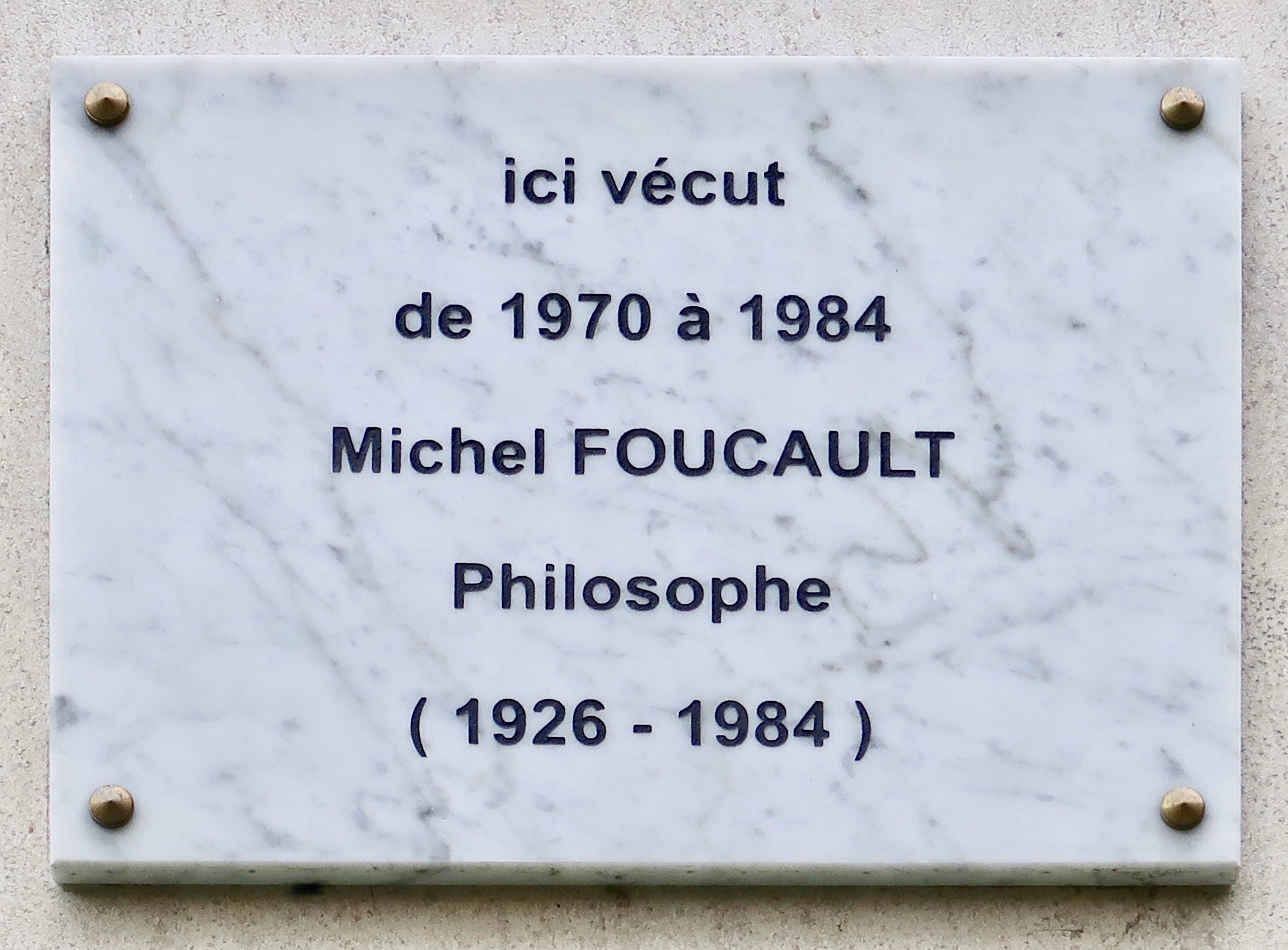
Plaque 289 rue de Vaugirard (15e arrondissement de Paris), où il vécut.

Au milieu comme à la fin des années 1970, bien qu'il soit né à Poitiers et que sa famille soit issue du département de la Vienne, son nom est « inconnu de très nombreux Poitevins », mais célèbre tant en France qu'à l'étranger, en particulier à l'université et dans les milieux militants. De 1970 à avril 1984, il poursuit ses cours au Collège de France, poste le plus prestigieux de l'Université française, y étudiant les principes de gouvernementalité, et la biopolitique (cours 1978 et 1979), puis à partir de 1983 s'exprimant sur Le Gouvernement de soi et des autres, sur la parrhèsia.
Le militantisme politique à gauche de Foucault recule, désillusion qui est également grandissante parmi d'autres intellectuels ; un petit groupe, vite baptisé les « Nouveaux philosophes » (Bernard-Henri Lévy, André Glucksmann, etc.), s'éloigne de l'extrême gauche et adopte des positions de plus en plus néo-conservatrices, et citant bien souvent Foucault comme ayant été l'une de leurs sources d'influence majeures (sans doute en raison d'un anti-totalitarisme commun).

#### 1976:Histoire de la sexualité
Foucault passe alors de plus en plus de temps aux États-Unis, à l’Université de Buffalo (où il avait donné une conférence lors de sa première visite  en 1970), et également à l'université de Californie à Berkeley où les étudiants assistent en très grand nombre à ses conférences.
En 1975, alors qu'il se trouve dans la Vallée de la Mort en Californie, Foucault fait une expérience avec le LSD qu'il considère quelque temps plus tard comme « l'expérience la plus importante de sa vie » et qui change également profondément son œuvre. Selon l'ami américain de Foucault, Simeon Wade, présent ce jour-là, dès son retour à Paris, Foucault a détruit le deuxième manuscrit de l'Histoire de la sexualité et a complètement repensé l'ensemble du projet.
C'est durant cette période que Foucault se met à l'écriture d'un projet d'Histoire de la sexualité dont il publiera quatre volumes, au lieu des six initialement prévus. Le premier volume de cette étude, mince, La Volonté de savoir, paraît en 1976. Les deuxième et troisième volumes, davantage travaillés, L'Usage des plaisirs et Le Souci de soi, ne parurent que huit ans plus tard (en 1984).
Le quatrième volume, Les Aveux de la chair est paru en 2018.

#### Foucault et la révolution iranienne
Fin 1978, il se rend à Téhéran après le massacre de la place Jaleh, dans le cadre d'un reportage pour le Corriere della Sera, qui inaugure une série de reportages effectués par des intellectuels. À son retour, il consacre à la Révolution iranienne plusieurs articles enthousiastes qui déclenchent une vive polémique. Certains l'accuseront de soutenir l'Ayatollah Khomeini. Pourtant, il distingue la « spiritualité politique » des insurgés du « gouvernement sanglant d’un clergé intégriste » et refuse surtout de penser cette révolution, qu'il préfère appeler « insurrection », à l'aune de son résultat :

« Les religieux iraniens veulent authentifier leur régime par les significations qu’avait le soulèvement. On ne fait pas autre chose qu’eux en disqualifiant le soulèvement parce qu’il y a aujourd’hui un gouvernement de mollahs. »

Cependant, et malgré des réserves, Foucault s'avoue impressionné par les objectifs du nouveau régime :

« Je me sens embarrassé pour parler du gouvernement islamique comme « idée » ou même comme « idéal ». Mais comme « volonté politique », il m'a impressionné. Il m'a impressionné dans son effort pour politiser, en réponse à des problèmes actuels, des structures indissociablement sociales et religieuses ; il m'a impressionné dans sa tentative aussi pour ouvrir dans la politique une dimension spirituelle. »

« Peut-être les sujets révoltés du chah sont-ils en train de rechercher cette chose que nous avons oubliée depuis si longtemps en Europe : une spiritualité politique. »

Spiritualité, vraiment ? Voilà encore comment le philosophe décrivait l’ayatollah se dressant face au shah :

« La situation semble être suspendue à une grande joute entre deux personnages aux blasons traditionnels : le roi et le saint, le souverain en armes et l’exilé démuni ; le despote avec en face de lui l’homme qui se dresse les mains nues, acclamé par un peuple. »

Plus tôt dans l'année, il a voyagé au Japon pour la seconde fois, exprimant un intérêt pour « les limites de la rationalité occidentale » (à noter qu'il ajoute qu'il s'agit d'une « question qu'il est inévitable de poser parce que le Japon n'est pas en opposition à la rationalité occidentale »).

### Dernières années (1980 à 1984)

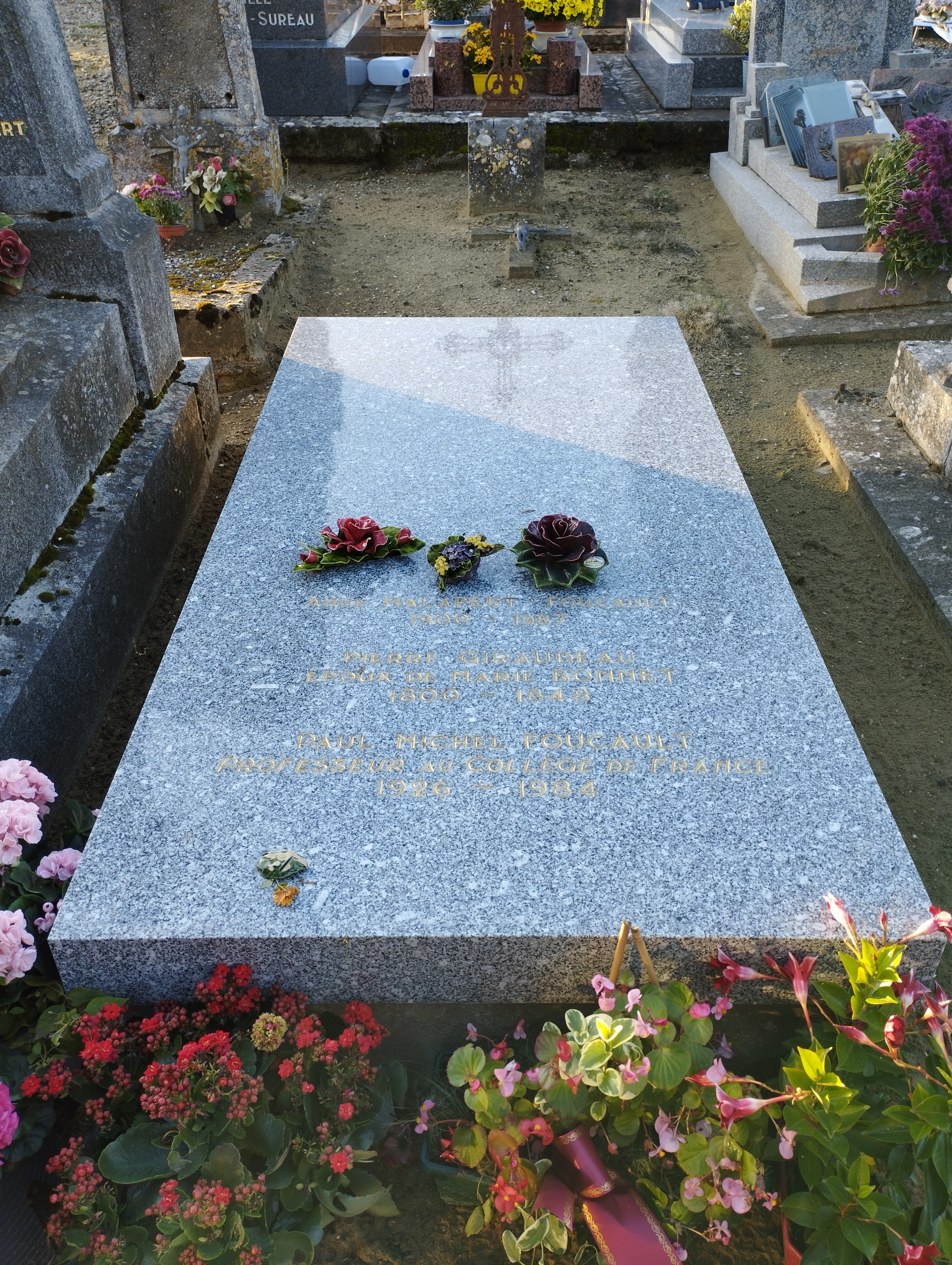
Tombe de Michel Foucault au cimetière de Vendeuvre-du-Poitou.

Au tournant des années 1980, à la recherche d'une alternative aux idéologies socialistes, Foucault se rapproche de la deuxième gauche française et de la CFDT. Les contacts qu'il noue, les interventions qu'il fait dans ce cadre, voire certains de ses cours au collège de France, mènent certains auteurs, à y déceler un rapprochement de Foucault avec le néolibéralisme. Foucault aurait ainsi vu dans le corpus intellectuel néolibéral des éléments pour une forme de gouvernementalité moins normative et étatiste que celle de la gauche socialiste et communiste.
Didier Eribon rapporte que Foucault avait comme projet de consigner ses analyses dans un petit ouvrage sous forme d'entretiens dont le titre provisoire était La tête des socialistes. Projet qu'il mit en route à l'été 1983 et abandonna après s'être aperçu du temps qui lui serait nécessaire pour l'achever. Il tenait à terminer d'abord son Histoire de la sexualité.
À l'automne 1980, il donne des conférences à Berkeley et à Dartmouth College sur L'origine de l'herméneutique de soi. En 1981, il donne un cours à l'université catholique de Louvain, intitulé : Mal faire, dire vrai. Fonction de l'aveu en justice.
En mai 1982, il donne une conférence à l'Université de Grenoble sur la parrêsia (publiée en 2012 dans Anabases). À l'automne 1983, il réalise un cycle de conférences à ce sujet à l'université Berkeley (publiées en anglais en 2001 et en français en février 2016).
Les deuxième et troisième volumes de l'Histoire de la sexualité, L'Usage des plaisirs et Le Souci de soi paraissent en 1984. Ils surprennent les lecteurs par leur sujet (les textes classiques latins et grecs) et leur approche, en particulier l'attention que Foucault porte au sujet, concept qu'il avait jusqu'alors négligé. Le dernier tome de cette histoire de la sexualité, Les Aveux de la chair, dont Foucault avait retardé la publication en 1984, est publié en 2018 par Frédéric Gros.
Michel Foucault est hospitalisé à Paris début juin 1984, et meurt le 25, d'une maladie opportuniste liée au sida. Il est inhumé au cimetière de Vendeuvre-du-Poitou (Vienne).
Selon le récit de son ami Edmund White, Foucault ne croyait pas initialement à la réalité du sida :

« Comme c'est parfait, Edmund ! Vous autres puritains américains, vous inventez toujours des maladies. Et celle-là ne touche que les noirs, les drogués et les homosexuels : vraiment parfait ! »

Ce sont d'ailleurs les mensonges et les malentendus autour de sa mort qui ont poussé Daniel Defert à créer Aides, l'association française de lutte contre le sida. Dans son livre À l'ami qui ne m'a pas sauvé la vie, Hervé Guibert le surnomme « Muzil » et évoque sa maladie, sa mort et son refus d'éventuelles publications posthumes. La mort du philosophe et son enterrement sont évoqués dans une nouvelle d'Hervé Guibert intitulée Les secrets d'un homme, dans son recueil Mauve le Vierge.

## Philosophie

### La critique du sujet
Ses études de l'expression du discours en relation avec l'histoire de la pensée occidentale ont été très largement discutées, à l'image de « la mort de l'homme » annoncée dans Les Mots et les Choses, ou de l'idée de subjectivation, réactivée dans Le Souci de soi d'une manière toujours problématique pour la philosophie classique du sujet.
Son travail de philosophe est indissociable de ses prises de position sur l'actualité, et d'une problématisation permanente des identités collectives et des dynamiques politiques de mouvement - en particulier à partir du mouvement LGBT. Il semble alors que, plus qu'à une « identité » par définition statique et objectivée, Foucault s'intéresse aux « modes de vie » et aux processus de subjectivation.
Sur le thème de la subjectivité (entre autres nombreux concepts), les deux philosophes qui ont le plus influencé Foucault sont Nietzsche et Heidegger.

### Affiliations et désaffiliations philosophiques
Si son œuvre est souvent qualifiée de post-moderniste ou post-structuraliste par les commentateurs et critiques contemporains, il fut lui-même plus souvent associé au mouvement structuraliste, surtout dans les années qui suivirent la publication de Les Mots et les Choses : bien qu'il ait initialement accepté cette affiliation, il marqua par la suite sa distance vis-à-vis de l'approche structuraliste, expliquant qu'à l'inverse de celle-ci, il n'avait pas adopté une approche formaliste. Il n'acceptait pas non plus de voir l'étiquette post-moderniste appliquée à ses travaux, déclarant qu'il préférait plutôt discuter de la manière de définir la « modernité » elle-même. Son affiliation intellectuelle peut être rattachée à sa manière de définir les fonctions de l'intellectuel : non pas garant de certaines valeurs, mais préoccupé à voir et dire, suivant un modèle intuitif de réaction à « l'intolérable ».

### L'auteur
La question de l’auteur est l’une des questions importantes de l’entreprise généalogique de Foucault. Il le remarque dès 1971 dans L’Ordre du discours :

« […] dans l’ordre du discours scientifique, l’attribution à un auteur était, au Moyen-Âge, indispensable, car c’était un index de vérité. Une proposition était considérée comme détenant de son auteur même sa valeur scientifique. Depuis le XVIIe siècle, cette fonction n’a cessé de s’effacer, dans le discours scientifique : il ne fonctionne plus guère que pour donner un nom à un théorème, à un effet, à un exemple, à un syndrome. En revanche, dans l’ordre du discours littéraire, et à partir de la même époque, la fonction de l’auteur n’a pas cessé de se renforcer : tous ces récits, tous ces poèmes, tous ces drames ou comédies qu’on laissait circuler au Moyen-Âge dans un anonymat au moins relatif, voilà que, maintenant, on leur demande (et on exige d’eux qu’ils disent) d’où ils viennent, qui les a écrits ; on demande que l’auteur rende compte de l’unité du texte qu’on met sous son nom ; on lui demande de révéler, ou du moins de porter par devers lui, le sens caché qui les traverse ; on lui demande de les articuler, sur sa vie personnelle et sur ses expériences vécues, sur l’histoire réelle qui les a vues naître. »

— L’Ordre du discours, pp. 29-30
Cette question de l’auteur, dont la prééminence à notre époque est inanalysée selon Foucault, n’est pas sans conséquences sur les études des textes et sur les entreprises biographiques. Comment dans ces conditions justifier une biographie de Michel Foucault lui-même ? Il a ainsi été objecté à ses biographes, notamment à Didier Eribon qui en témoigne, qu'écrire une biographie de Michel Foucault était une entreprise ambiguë, Foucault ayant toujours « résisté à l'expérience biographique ». Deux raisons principales motivent cette méfiance :
- D'une part, la notion d'auteur, et le mythe qui accompagne cette figure, paraissait suspecte à Foucault[74], d’autant que la signification de cet intérêt pour l’auteur s’est transformée au fil du temps. Il le disait dans Surveiller et punir :

« Pendant longtemps l’individualité quelconque — celle de tout le monde — est demeurée au-dessous du seuil de description. Être regardé, observé, raconté dans le détail, suivi au jour le jour par une écriture ininterrompue, était un privilège. La chronique d’un homme, le récit de sa vie, son historiographie, racontée au fil de son existence faisait partie des rituels de sa puissance. Or les procédés disciplinaires retournent le rapport, abaissent le seuil de l’individualité descriptible et font de cette description un moyen de contrôle et une méthode de domination. […] L’enfant, le malade, le fou, le condamné deviendront, de plus en plus facilement à partir du XVIIIe siècle et selon une pente qui est celle des mécanismes de discipline, l’objet de descriptions individuelles et de récits biographiques. Cette mise en écriture des existences réelles n’est plus une procédure d’héroïsation ; elle fonctionne comme procédure d’objectivation et d’assujettissement. »

— Surveiller et punir, p. 193-194
Pour ces raisons, Michel Foucault préférait donc l'écriture « anonyme », et affirmait que l'essentiel de ses ouvrages résidait dans une voix anonyme — la période historique, la société — plus que dans la pensée d'une personne singulière et éminente.[réf. nécessaire]
- D'autre part, la biographie tend à figer une vie en un destin, et à inscrire en creux dans le passé de l'individu tout son avenir. Foucault insistait sur le fait que sa personnalité ne pouvait que se transformer, devenir autre et sur l'importance de se « déprendre de soi-même »[75].

Aussi, dans son testament, rédigé deux années avant sa mort, il note : « Pas de publication posthume »,[source insuffisante]. Didier Eribon soutient qu'écrire « Pas de publication posthume » est donc cohérent avec ses analyses sur la notion d'auteur, dans lesquelles il montre comment la fonction-auteur est apparue et s'est imposée comme figure nécessaire. Foucault insista également, à de nombreuses reprises, sur le fait que tous ses livres étaient liés à ses expériences personnelles, et qu'on pouvait les lire comme autant de « fragments d'autobiographie ». Son œuvre se serait développée dans un rapport étroit à sa vie, et aura été, pour une bonne part, un travail de réflexion sur soi et de transformation de soi. Mais son projet, si autobiographique soit-il, n’autorise pas pour autant toute entreprise biographique, au nom de la « vérité ». René de Ceccatty pose la question : « Y a-t-il un regard sur sa vie qui puisse prétendre à une quelconque vérité ? » « Eh bien non, répond-il, parce que la quête de la vérité est, elle-même, intégrée à un système de pensée, et tout particulièrement la quête de vérité biographique, quel que soit l’individu en question ».
Ainsi, David Halperin, critiquant les diverses biographies de Michel Foucault, en particulier celle, américaine, de James Miller, le note : « La vie de Foucault lui-même fut éminemment descriptible. » Plus précisément, on a pu la décrire, selon les besoins du moments, comme celle d’un fou (il avait flirté avec le suicide dans sa jeunesse), d’un extrémiste politique de gauche (il adhéra au parti communiste dans les années 1950 et fut maoïste à la fin des années 1960 et surtout au début des années 1970) ou d’un pervers sexuel (il était gay et sado-masochiste). Halperin, parlant du livre de James Miller sur Foucault, conclut violemment par une déclaration de guerre totale : « Ce que le livre de James Miller met donc particulièrement en évidence, c’est la raison pour laquelle nous qui nous trouvons dans la situation assiégée de Foucault, ou qui partageons sa vision politique, en entendant ceux qui ne sont pas dans cette situation, ou qui ne partagent pas cette vision, invoquer l’idée de « vérité », nous sortons nos revolvers ».

### L'institution disciplinaire
Michel Foucault est connu pour avoir mis en lumière certaines pratiques et techniques de la société par ses institutions à l'égard des individus. Il note la grande similitude dans les modes de traitements accordés ou infligés à de grands groupes d'individus qui constituent les frontières du groupe social : les fous, les condamnés, certains groupes d'étrangers, les soldats et les enfants. Il considère que finalement, ils ont en commun d'être regardés avec méfiance et exclus, par un enfermement en règle dans des structures fermées, spécialisées, construites et organisées sur des modèles similaires (asiles, prisons, casernes, écoles) inspirés du modèle monacal, ce qu'il a appelé « institution disciplinaire »,.
Michel Foucault s'est efforcé, dans la grande majorité de ses travaux, de se limiter :
- à des problèmes concrets (la folie, l'emprisonnement, la clinique…) ;
- dans un cadre géographique très déterminé (la France, l'Europe, voire l'Occident) ;
- à des cadres historiques précis (l'âge classique, la fin du XVIIIe siècle, l'Antiquité grecque, etc.).

Pourtant, ses observations permettent de dégager des concepts excédant ces limites dans le temps et dans l'espace. Elles conservent ainsi une grande actualité, c'est pourquoi beaucoup d'intellectuels – dans une grande diversité de domaines – peuvent se réclamer de Foucault aujourd'hui. C'est par exemple en étudiant la mutation des techniques pénales à la fin du XVIIIe siècle qu'il peut analyser l'émergence d'une nouvelle forme de subjectivité constituée par le pouvoir : ce que l'on observe dans les marges se construit au centre.
De la même façon, c'est en étudiant les mutations des disciplines scientifiques à la fin du XVIIIe siècle qu'il dégage la constitution de la notion d'« homme ».
En ceci, quoiqu'il se revendiquât essentiellement historien, pour la rigueur et la scientificité de cette discipline, il est indéniablement philosophe dans la mesure où les enquêtes qu'il mène sont l'occasion de dégager des concepts dont la portée dépasse les circonstances très précises qu'il a étudiées, comme c'est le cas pour l'approche de la folie.

### L'hypothèse du biopouvoir
Ce regard historique ne doit pas méprendre. L'ontologie foucaldienne est une expérience, une prudence, un exercice sur les butées de notre présent, l'expérimentation de nos limites, la forme patiente de « notre impatience à la liberté », qui explique l'intérêt qu'il portait au thème du rapport de pouvoir entre l'institutionnel et l'individu — aussi bien qu'à une certaine idée de la subjectivation. Ce pouvoir fonde la constitution de savoirs et est à son tour fondé par eux : c'est la notion de « savoir–pouvoir ».

« Il n'y a pas de relations de pouvoir sans constitution corrélative d'un champ de savoir, ni de savoir qui ne suppose et ne constitue en même temps des relations de pouvoir… Ces rapports de « pouvoir-savoir » ne sont donc pas à analyser à partir d'un sujet de connaissance qui serait libre ou non par rapport au système de pouvoir ; mais il faut considérer au contraire que le sujet qui connaît, les objets à connaître et les modalités de connaissance sont autant d’effets de ces implications fondamentales du pouvoir–savoir et de leurs transformations historiques. En bref, ce n’est pas l’activité du sujet de connaissance qui produirait un savoir, utile ou rétif au pouvoir, mais le pouvoir-savoir, les processus et les luttes qui le traversent et dont il est constitué, qui déterminent les formes et les domaines possibles de la connaissance. »

— Il faut défendre la société
Dans cette ontologie tout à la fois généalogique, critique et archéologique, les travaux consacrés à des problèmes très concrets sont indissociables de ceux qui portent sur les « formations discursives » (Les Mots et les Choses, L'Archéologie du savoir et L'Ordre du discours), tout comme le sens du racisme, au-delà de ses significations particularisées, est indissociable de l'avènement des sciences humaines, — ce que nous apprend « Il faut défendre la société » (1975-1976).
L'adage de L'Ordre du discours — « Remettre en question notre volonté de vérité ; restituer au discours son caractère d'événement ; lever enfin la souveraineté du signifiant » — vaut ainsi comme un avertissement contre les écueils psychologisants de la problématisation bi-face du rapport à soi et du rapport au présent. Problématisation qui n'est pas à la poursuite des essences ou des origines, mais « des foyers d'unification, des nœuds de totalisation, des processus de subjectivation, toujours relatifs », selon la formule de Gilles Deleuze dont Foucault a été, intellectuellement aussi bien que personnellement, proche.
Dans la seconde moitié des années 1970, il s'est ainsi intéressé à ce qui lui semblait une nouvelle forme d'exercice du pouvoir (sur la vie), qu'il a appelé « biopouvoir » (concept repris et développé depuis par François Ewald, Giorgio Agamben, Judith Revel et Toni Negri, notamment), indiquant le moment où, autour du XVIIIe siècle, la vie – non seulement biologique mais entendue comme l'existence tout entière : celle des individus comme celle des populations, la sexualité comme les affects, l'alimentation comme la santé, les loisirs comme la productivité économique – entre comme telle dans les mécanismes du pouvoir et devient ainsi un enjeu essentiel pour la politique :

« L'homme, pendant des millénaires, est resté ce qu'il était pour Aristote : un animal vivant, et de plus capable d'une existence politique ; l'homme moderne est un animal dans la politique duquel sa vie d'être vivant est en question. »

— La Volonté de savoir

### Le souci de soi
Au début de l'année 1980, dans son cours au Collège de France Du gouvernement des vivants, Foucault dégage un nouvel axe de recherche : les actes que le sujet peut et doit librement opérer sur lui-même pour accéder à la vérité. Ce nouvel axe, irréductible au domaine du savoir et au domaine du pouvoir, est appelé « régime de vérité » et permet d'isoler la part libre et réfléchie prise par le sujet dans son activité propre. Les exercices ascétiques chrétiens fournissent le premier terrain d'exploration de ces régimes, dans leur différence avec les exercices ascétiques gréco-romains. Jusqu'à sa mort, Foucault n'aura alors de cesse d'articuler ensemble, sans les confondre, ces trois domaines : celui du savoir, celui du pouvoir, celui du sujet.
Certains interprètes ajoutent à ces trois axes l'axe de la vie. C'est peut-être dans son hommage à Georges Canguilhem (« La vie : l'expérience et la science », le dernier texte auquel il donna son imprimatur) que l'on perçoit le mieux son intérêt pour ce problème de la vie et son rapport à la vérité : Canguilhem, comme le souligne Foucault, a en effet mis en avant notre humaine capacité (cas d'espèce ! dirait encore Nietzsche) à former des concepts, quelles que soient les errances et déviations de la vie, qui sont sa vocation. Malgré la proximité évidente avec Georges Canguilhem, on ne trouve pas cependant, à proprement parler, de « philosophie de la vie » chez Foucault.
Son travail, du point de vue de l'ensemble, se présente comme une immense histoire des limites tracées à l'intérieur de la société, et qui définissent les seuils à partir desquels on est fou, malade, criminel, déviant. Les clivages internes de la société ont une histoire, faite de la lente formation, sans cesse remise en cause, de ces limites. De part et d'autre de ces domaines d'exclusion et d'inclusion se constituent des « formes de subjectivité » différentes, et le sujet est donc une concrétion politique et historique, et pas typiquement une substance libre comme le voudrait la tradition et le sens commun : je ne me perçois moi-même que selon les critères formés par l'histoire. Le pouvoir n'est pas une autorité s'exerçant sur des sujets de droit, mais avant tout une puissance immanente à la société, qui s'exprime dans la production de normes et de valeurs.
Le problème politique décisif n'est donc plus la souveraineté, mais ces micropouvoirs qui investissent le corps, et qui, silencieusement, inventent les formes de la domination, mais peuvent tout aussi bien donner l'occasion de nouvelles possibilités de vie. « Il n'y a de relation de pouvoir qu'entre des sujets libres » se plaisait-il à dire. Ainsi, l'utilité chez Foucault, dans son rapport réciproque à la docilité, ouvre un domaine très large de considérations, au-delà de l'utilitarisme, du côté de l'industrie, du travail, de la productivité, de la créativité, de l'autonomie, du gouvernement de soi.

« Le problème à la fois politique, éthique, social et philosophique qui se pose à nous aujourd'hui n'est pas d'essayer de libérer l'individu de l'État et de ses institutions, mais de nous libérer, nous, de l'État et du type d'individualisation qui s'y rattache. Il nous faut promouvoir de nouvelles formes de subjectivité. »

— Le Sujet et le Pouvoir
Récusant dans La volonté de savoir l'hypothèse répressive pour expliquer les variations des comportements et des conduites dans le domaine de la sexualité, sceptique quant à la portée réelle de la libération sexuelle, mais cependant attiré par les États-Unis (séjours à Berkeley) et découvrant là-bas des formes relationnelles inédites, il a, dans ses derniers entretiens, en relation à son Histoire de la sexualité, discuté de l'homosexualité (plus rarement de la sienne) et plus généralement des relations affectives, établissant par exemple et pour son compte, une distinction entre amour et passion qu'il n'aura pas eu le temps d'expliciter plus avant. Le problème du désir et le thème de la maîtrise sont au cœur de la question de la subjectivité développée alors par ce que certains s'autorisent à nommer le « second » Foucault, celui du « souci de soi » (1984), émancipé du régime disciplinaire.

« Il n'est pas suffisant de tolérer à l'intérieur d'un mode de vie plus général la possibilité de faire l'amour avec quelqu'un du même sexe. Le fait de faire l'amour avec quelqu'un du même sexe peut tout naturellement entraîner toute une série de choix, toute une série d'autres valeurs et de choix pour lesquels il n'y a pas encore de possibilités réelles. Il ne s'agit pas seulement d'intégrer cette petite pratique bizarroïde qui consiste à faire l'amour avec quelqu'un du même sexe dans des champs culturels préexistants ; il s'agit de créer des formes culturelles. »

— Le Triomphe social du plaisir sexuel

### Positions sur l'âge du consentement sexuel
En 1977, avec Jean-Paul Sartre, Jacques Derrida et d'autres intellectuels ou militantes féministes (comme Simone de Beauvoir, Françoise d'Eaubonne ou Hélène Cixous), Foucault signe une « lettre ouverte pour la révision de certains textes législatifs régissant les rapports entre majeurs et mineurs » adressée au Parlement français dans laquelle est demandée la décriminalisation des relations sexuelles consenties entre adultes et mineurs de moins de quinze ans, l'âge de la majorité sexuelle en France. La pétition demande aussi la fin des discriminations envers les homosexuels (pour qui la majorité sexuelle est fixée à dix-huit ans), et la précision de la loi sur le détournement de mineurs,,,
Un débat est diffusé sur France Culture le 4 avril 1978 avec Guy Hocquenhem et Jean Danet dans l'émission Dialogues. Il est ensuite retranscrit et publié en français sous le titre La Loi de la pudeur dans la revue Recherches no 37 d’avril 1979. Plus tard, il est inclus dans le recueil Dits et Écrits,.

#### Accusations et diffamation par Guy Sorman
En 2021, après avoir déjà proféré ces accusations l'année précédente, l'essayiste libéral Guy Sorman réaffirme que Foucault aurait eu des relations sexuelles avec des enfants dans le cimetière de Sidi Bou Saïd aux vacances de Pâques 1969 et décrit alors l'œuvre et l'engagement politique de Foucault comme « l'alibi de ses turpitudes »,,. Ces accusations, non étayées, sont alors massivement relayées par des médias sans vérifications préliminaires comme Fdesouche, C News, Valeurs actuelles, Le Point, Middle East Eye et Le Nouvel Observateur, ainsi que sur Twitter. Elles sont peu de temps après contredites par une enquête de Jeune Afrique auprès d'habitants du village. Guy Sorman refuse alors de répondre aux demandes de clarifications d'Arrêt sur images.
Sorman admet dans un entretien à Die Zeit ne pas avoir été témoin de ce qu'il a affirmé et s'être basé sur une rumeur. Philippe Chevallier souligne ensuite dans L'Express (après avoir également interrogé Guy Sorman, qui se rétracte et minimise les propos qu'il a tenus) le peu de consistance de ces accusations et le fait que Sorman a tenu des propos variables au fil du temps.

### Le vocabulaire de Foucault
- Archéologie
- Anarchéologie
- Archive
- Biopolitique
- Biopouvoir
- Dispositif
- Énoncé
- Généalogie
- Epistémè
- Gouvernementalité
- Hétérotopie
- Institution disciplinaire
- Visibilités

### Idées
Michel Foucault s'est successivement intéressé au savoir, puis au pouvoir, et enfin au sujet.
- Émergence du concept de population au cours des XVIIIe et XIXe siècles. La population devient au XVIIIe siècle un objet d'études, menant à la naissance de l'économie politique.
- Passage de la loi à la norme. D'une société (d'Ancien régime) centrée sur la loi on est passé à une société gestionnaire centrée sur la norme. C'est l'une des conséquences de la vaste révolution libérale.
- Concept de micro-pouvoirs produisant des discours permettant de contrôler qui est ou non dans la norme.
- Concept de biopouvoir : au pouvoir qui donne la mort et laisse vivre s'est substitué le biopouvoir qui fait vivre et laisse mourir (État-providence : sécurité sociale, assurances, etc.).
- Figure du panoptique (projet architectural de prison inventé par Bentham et conçu pour que les prisonniers puissent tous être vus depuis une tour centrale) comme paradigme de ce vers quoi tend notre société, ou ce qu'elle n'est déjà plus tout à fait (voir le concept deleuzien de « société de contrôle », en discussion avec les travaux de Foucault).
- Les relations de pouvoir traversent l'ensemble de la société. Un certain discours affirme que le paradigme de la société est la guerre civile, que toutes les interactions sociales sont des versions dérivées de la guerre civile. On peut donc renverser la proposition de Clausewitz et dire que la politique est la continuation de la guerre par d'autres moyens.
- Concept grec de souci de soi comme fondement de l'éthique.

## Réception
Outre que la philosophie foucaldienne influença (tout comme elle fut influencée par) nombre de mouvements contestataires en France et dans le monde anglo-saxon depuis les années 1970 (de l'antipsychiatrie aux mouvements des prisonniers en passant par les mouvements féministes jusqu'aux mouvements des malades — notamment dans la lutte contre le sida — et des intermittents du spectacle), la fécondité de nombre de ses propositions essentielles s'éprouve toujours dans le monde académique et au-delà des spécialisations disciplinaires.
Ce vaste champ d'application couvre de la théorie queer, des Gender Studies (Judith Butler, David Halperin, Leo Bersani) et de l'analyse de la « subjectivation minoritaire » (Didier Eribon) à l'histoire du Droit et autres « archéologies » de l'État-providence (François Ewald, Paolo Napoli) et/ou des théories sociales (sur leur versant éthique : Bruno Karsenti, Mariapaola Fimiani) ou du social (sur son versant politique : Paul Rabinow, Éric Fassin) en passant par la critique de l'économie politique (Giorgio Agamben, Toni Negri, Judith Revel, Maurizio Lazzarato).
Et ce, malgré un certain désamour de la sociologie, alors que la méthode permet au sociologue qui tente la démarche de Foucault, foncièrement constructiviste, de concevoir que le sens, tout comme l'individu, se crée dans le « social ».
La façon dont Foucault concevait l'intellectuel, face aux pouvoirs, comme « intellectuel spécifique » et le rapport de Foucault au marxisme continuent de nourrir des controverses.

« L'héroïsme de l'identité politique a fait son temps. Ce qu'on est, on le demande, au fur et à mesure, aux problèmes avec lesquels on se débat : comment y prendre part et parti sans s'y laisser piéger. Expérience avec… plutôt qu'engagement avec… Les identités se définissent par des trajectoires… trente années d'expériences nous conduisent “à ne faire confiance à aucune révolution”, même si l'on peut “comprendre chaque révolte…” la renonciation à la forme vide d'une révolution universelle doit, sous peine d'immobilisation totale, s'accompagner d'un arrachement au conservatisme. Et cela avec d'autant plus d'urgence que cette société est menacée dans son existence même par ce conservatisme, c'est-à-dire par l'inertie inhérente à son développement. »

— Pour une morale de l'inconfort.

## Publications

### Monographies
- Maladie mentale et personnalité, Paris, Presses universitaires de France, coll. « Initiation Philosophique », 1954, 113 p. (ISBN 2-13-052823-6)Deuxième édition remaniée : Maladie mentale et psychologie, Paris, Presses universitaires de France, coll. « Quadrige Grands textes », 1962, 120 p. (ISBN 2-13-058259-1)
- Folie et déraison. Histoire de la folie à l'âge Classique, Paris, Librairie Plon, s.d. (1961), xi-672Version abrégée : Folie et déraison : histoire de la folie à l'âge classique, Paris, UGE, coll. « 10/18 », 1964, 309 p.Deuxième édition revue avec une nouvelle préface : Histoire de la folie à l'âge classique, Paris, Éditions Gallimard, coll. « Tel », 1972, 583 p. (ISBN 2-07-029582-6)
- Naissance de la clinique. Une archéologie du regard médical, Paris, Presses universitaires de France, 1963, 212 p. (ISBN 2-13-042088-5)
- Raymond Roussel, Paris, Éditions Gallimard, 1963, 256 p. (ISBN 2-07-032728-0)
- Les Mots et les Choses. Une archéologie des sciences humaines, Paris, Éditions Gallimard, coll. « Bibliothèque des sciences humaines », 1966, 405 p. (ISBN 2-07-022484-8)
- L'Archéologie du savoir, Paris, Éditions Gallimard, coll. « Bibliothèque des Sciences humaines », 1969, 288 p. (ISBN 2-07-026999-X)
- L'Ordre du discours, Paris, Éditions Gallimard, 1971, 88 p. (ISBN 2-07-027774-7)Leçon inaugurale au Collège de France.
- Ceci n'est pas une pipe : Sur Magritte, Fontfroide-le-Haut, Fata Morgana, 1973, 90 p. (ISBN 2-85194-207-7)Édition augmentée d'un article publié en 1968 dans Cahiers du chemin, no 2, p. 79-105, janvier 1968.
- Surveiller et punir. Naissance de la prison, Paris, Éditions Gallimard, 1975, 328 p. (ISBN 2-07-072968-0)
- Histoire de la sexualité, vol. 1 : La Volonté de savoir, Paris, Éditions Gallimard, 1976, 224 p. (ISBN 2-07-029589-3)
- Histoire de la sexualité, vol. 2 : L'Usage des plaisirs, Paris, Éditions Gallimard, 1984, 296 p. (ISBN 2-07-070056-9)
- Histoire de la sexualité, vol. 3 : Le Souci de soi, Paris, Éditions Gallimard, 1984, 288 p. (ISBN 2-07-027382-2)
- Histoire de la sexualité, vol. 4 : Les Aveux de la chair, Paris, Éditions Gallimard, 2018, 448 p. (ISBN 978-2-07-270034-7)

### Thèse complémentaire
- Kant. Anthropologie du point de vue pragmatique. Foucault, Introduction à l’Anthropologie, Paris, Vrin, coll. « Textes philosophiques », 2008, 272 p. (ISBN 978-2-7116-1964-1 et 2-7116-1964-8, lire en ligne)Thèse complémentaire (titre : « Genèse et structure de l’Anthropologie de Kant »). Introduction complète à l’Anthropologie de Kant, dont un extrait de l’introduction (« Notice historique » de trois pages) avait été publié en tête de la traduction de Foucault parue en 1963.

### Transcriptions des cours au Collège de France
Des transcriptions de ses cours au Collège de France ont paru dans le désordre en plusieurs volumes aux éditions Gallimard et au Seuil :
- Leçons sur la volonté de savoir (1970-1971), Paris, EHESS, Gallimard, Seuil, coll. « Hautes études », 2011, 318 p. (ISBN 978-2-02-086024-6 et 2-02-086024-4)
- Théories et institutions pénales (1971-1972), Paris, EHESS, Gallimard, Le Seuil, coll. « Hautes études », 2015 (ISBN 978-2-02-098569-7 et 2-02-098569-1)
- La société punitive (1972-1973), Paris, EHESS, Gallimard, Le Seuil, coll. « Hautes études », 2013, 318 p. (ISBN 978-2-02-103803-3 et 2-02-103803-3)
- Le Pouvoir psychiatrique (1973-1974), Paris, EHESS, Gallimard, Le Seuil, coll. « Hautes études », 2003, 399 p. (ISBN 2-02-030769-3)
- Les Anormaux (1974-1975), Paris, Éditions Gallimard, 1999, 351 p. (ISBN 2-02-030798-7)
- « Il faut défendre la société » (1975-1976), Paris, Éditions Gallimard, 1997, 283 p. (ISBN 2-02-023169-7)
- Sécurité, territoire, population (1977-1978), Paris, EHESS, Gallimard, Le Seuil, coll. « Hautes études », 2004, 435 p. (ISBN 2-02-030799-5)
- Naissance de la biopolitique (1978-1979), Paris, EHESS, Gallimard, Le Seuil, coll. « Hautes études », 2004, 355 p. (ISBN 2-02-032401-6)
- Du gouvernement des vivants (1979-1980), Paris, EHESS, Gallimard, Le Seuil, coll. « Hautes études », 2012, 320 p. (ISBN 978-2-02-088133-3 et 2-02-088133-0)
- Subjectivité et vérité (1980-1981), Paris, EHESS, Gallimard, Seuil, coll. « Hautes études », 2014, 352 p. (ISBN 978-2-02-086259-2 et 2-02-086259-X)
- L'Herméneutique du sujet (1981-1982), Paris, Éditions Gallimard, 2001, 540 p. (ISBN 2-02-030800-2)
- Le Gouvernement de soi et des autres I (1982-1983), Paris, EHESS, Gallimard, Le Seuil, coll. « Hautes études », 2008, 382 p. (ISBN 978-2-02-065869-0 et 2-02-065869-0)
- Le Gouvernement de soi et des autres II : Le Courage de la vérité (1983-1984), Paris, EHESS, Gallimard, Le Seuil, coll. « Hautes études », 2009, 334 p. (ISBN 978-2-02-065870-6)

### Articles, essais, conférences, préfaces et entretiens

#### Dits et écrits
- Dits et écrits, t. I : 1954-1969, Paris, Éditions Gallimard, coll. « Bibliothèque des Sciences humaines », 1994, 864 p. (ISBN 2-07-073844-2)
- Dits et écrits, t. II : 1970-1975, Paris, Éditions Gallimard, coll. « Bibliothèque des Sciences humaines », 1994, 848 p. (ISBN 2-07-073987-2)
- Dits et écrits, t. III : 1976-1979, Paris, Éditions Gallimard, coll. « Bibliothèque des Sciences humaines », 1994, 848 p. (ISBN 2-07-073988-0)
- Dits et écrits, t. IV : 1980-1988, Paris, Éditions Gallimard, coll. « Bibliothèque des Sciences humaines », 1994, 912 p. (ISBN 2-07-073989-9)
- Dits et écrits, en 2 volumes, Paris, Gallimard, coll. « Quarto », 2001
  - Dits et écrits, I, 1954-1975, Paris, Gallimard, coll. « Quarto », 2001
  - Dits et écrits, II, 1976-1988; Paris, Gallimard, coll. « Quarto », 2001

#### Articles et préfaces
- Préface à la transgression, Éditions Lignes, 2012, 64 p.  (ISBN 978-2-35526-091-9)Texte paru dans Critique, no 195-196, septembre 1963 et repris dans Dits et écrits, 1954-1975, texte n°13.
- La Pensée du dehors, illustrations de Pierre Tal Coat, Montpellier, Fata Morgana, 1986, 72 p.  (ISBN 2851940651)Article paru initialement dans Critique, no 229, juin 1966, consacré à Maurice Blanchot et repris dans Dits et écrits, 1954-1975, texte n°38.
- Qu'est-ce que les Lumières ?, Bréal, 2004Cours de 1983 publié en 1984 dans Le Magazine littéraire, no 207, p. 34-39, mai 1984. Texte repris dans Dits et écrits, Tome IV, texte n°339, p. 562-578.
- Sept propos sur le septième ange, Paris, Fata Morgana, 2016, 64 p. (ISBN 978-2-85194-208-1 et 2-85194-208-5)Préface, écrite en 1970, au recueil de deux ouvrages (La grammaire logique et La science de Dieu) de Jean-Pierre Brisset réédités en 1970. Préface reprise dans Dits et écrits, 1954-1975, texte n°77.
- Michel Foucault et Ricardo Porro, Rebeyrolle, Derrière le miroir, Paris (no 202), mars 1973, « La Force de fuir », p. 1-8Texte repris dans Dits et écrits, 1954-1975, texte n°118 et dans Paul Rebeyrolle - Catalogue de l'exposition à la Fondation Maeght du 15 avril au 25 juin 2000 (rétrospective).
- Les Têtes de la politique, préface du recueil du dessinateur Wiaz intitulé En attendant le grand soir… paru chez Denoël en 1976.Préface reprise dans Dits et écrits, Tome III, texte n°167.

#### Conférences et cours
- Le Corps utopique, les hétérotopies, présentation de Daniel Defert, Paris, Éditions Lignes, 2009 ; rééd. 2019, 64 p.  (ISBN 978-2-35526-195-4)Recueille partiellement (sans les extraits littéraires) les textes de deux conférences radiophoniques de 1966 : Le Corps Utopique et Les Utopies réelles ou lieux et autres lieux, diffusées en décembre 1966, publiées par Michel Foucault en 1984 et reprises en 1967 dans un cours à l'école d'architecture : « Des espaces autres » publié dans la revue Architecture, Mouvement, Continuité en 1984 et dans Écrits et édits, tome IV, texte n°360[108].
- Mal faire, dire vrai. Fonction de l'aveu en justice : Cours de Louvain 1981, Louvain, Presses universitaires de Louvain, 2012, 382 p. (ISBN 978-2-87558-040-5 et 2-87558-040-X, lire en ligne)
- L'Origine de l'herméneutique de soi, conférences prononcées à Dartmouth College, 1980, Paris, Vrin, coll. « Philosophie du présent », 2013, 168 p. (ISBN 978-2-7116-2509-3 et 2-7116-2509-5)Traductions en français de deux conférences données en novembre 1980 : Truth and Subjectivity et Christianity and Confession, accompagnées d'un débat public (tenu à Berkeley) et d'une interview.
- Qu'est-ce que la critique ? Suivie de La culture de soi, Vrin, coll. « Philosophie du présent », 2015, 192 p. Deux conférences données en mai 1978 en France (Qu’est-ce que la critique ?) et avril 1983 à Berkeley (La Culture de soi), accompagnées des notes de trois débats publics.
- Discours et vérité précédé de la Parresia, Vrin, coll. « Philosophie du présent », 2016, 320 p.Édition critique de six conférences données à Berkeley à l'automne 1983, éditées en anglais (Discourses and Truth) en 1985.
- Dire vrai sur soi-même : Conférences prononcées à l'Universite Victoria de Toronto, 1982, Vrin, coll. « Philosophie du présent », 2017, 296 p.
- La Sexualité, suivi de Le Discours de la sexualité, Le Seuil, 2018Notes de cours donnés en 1964 (à Clermont-Ferrand) et en 1969 (à Vincennes).
- Folie, langage, littérature, Vrin, coll. « Philosophie du présent », 2019, 312 p.

- La question anthropologique - Cours 1954-1955, Le Seuil, 2022, 304 p.

#### Entretiens et débats
- La Loi de la pudeur, entretien radiophonique avec G. Hocquenghem et J.Danet (avril 1978), publié dans le magazine Recherches no 37, avril 1979, Fous d’enfance, p. 69-82.Entretien repris dans Dits et écrits, Tome III, texte n°263.
- Sur la nature humaine: Comprendre le pouvoir - Interlude, Aden Belgique, 2005
- Chomsky-Foucault, De la nature humaine : Justice contre pouvoir, L'Herne, 2007 Transcription du débat télévisé organisé en novembre 1971 entre Chomsky et Foucault. Dits et écrits, 1954-1975, texte n°132.

- L'angoisse de juger, Le nouvel Observateur, numéro 655, 30 mai-6 juin 1977, pages : 92-96, 101, 104, 112, 120, 125-126[109].

#### Essais inédits
- Binswanger et l'analyse existentielle, Le Seuil, 2021, 224 p.
- Phénoménologie et psychologie : 1953-1954, Le Seuil, 2021, 440 p.
- Le Discours philosophique, Le Seuil, 2023, 320 p.

### Ouvrages collectifs (publications d'archives)
- Sous la direction de Michel Foucault, Moi, Pierre Rivière, ayant égorgé ma mère, ma sœur et mon frère : un cas de parricide au XIXe siècle, Paris, Éditions Gallimard, 1973, 424 p. (ISBN 2-07-032828-7) Mémoire de Pierre Rivière présenté par Michel Foucault. Adapté au cinéma par René Allio sous le titre Moi, Pierre Rivière, ayant égorgé ma mère, ma sœur et mon frère….
- Sous la direction de Michel Foucault, Herculine Barbin dite Alexina B., Paris, Éditions Gallimard, coll. « Les Vies parallèles », 1978, 160 p. (ISBN 2-07-029960-0)
- Michel Foucault, Éric Fassin (postface), Michel Foucault présente : Herculine Barbin dite Alexina B., Paris, Éditions Gallimard, coll. « Hors série Connaissance », 2014, 272 p. (ISBN 978-2-07-029960-7 et 2-07-029960-0)Présentation par Michel Foucault reprise dans Dits et écrits, Tome IV, texte n°223. Livre réédité dans la collection Folio en 1993. Introduction à l'édition en anglais reprise dans Dits et écrits, Tome IV, texte n°287 (« Le Vrai sexe »).
- Michel Foucault, Barret Kriegel, Blandine, Anne Thalam, Bruno Fortier, Les Machines à guérir, Aux origines de l'hôpital moderne, Bruxelles, Pierre Mardaga, coll. « Architecture et Archives », 1979, 184 p. (ISBN 2-87009-103-6)Édition révisée d'un livre de 1976 (Les machines à guérir, Aux origines de l’hôpital moderne, dossiers et documents) avec une contribution de Michel Foucault reprise dans Dits et écrits, texte n°168 (« La politique de la santé au XVIIIe siècle »), révisée en 1979 sous un titre différent (Dits et écrits, texte n°257, « L'institution hospitalière au XVIIIe siècle »).
- Arlette Farge, Michel Foucault, Le Désordre des familles. Lettres de cachet des archives de la Bastille au XVIIIe siècle, Paris, Éditions Gallimard, 1982, 362 p. (ISBN 2-07-023362-6)

### Contributions et travaux divers
- Maurice Agulhon, Michel Foucault, Michelle Perrot et al., L'Impossible Prison. Recherches sur le système pénitentiaire au XIXe siècle, Paris, Éditions du Seuil, coll. « L'Univers historique », 1980, 317 p. (ISBN 2-02-005545-7) Contributions de Michel Foucault reprises dans Dits et écrits, textes n° 277 (« La poussière et le nuage »), 278 (« Table ronde du 20 mai 1978 ») et 279 (« Postface »).
- Le Groupe d'information sur les prisons. Archives d'une lutte 1970-1972, éditions de l'IMEC, 2003 Documents (extraits d’ouvrages, tracts, manuscrits, articles, témoignages de détenus, tribunes signées de personnalités, etc.) réunis par Philippe Artières, Laurent Quéro et Michelle Zancarini-Fournel, postface de Daniel Defert.
- Thierry Voetzel (préf. Claude Mauriac), Vingt ans et après, Paris, Éditions Grasset, coll. « Enjeux », 1978 Livre d'entretiens enregistrés sur cassettes et retranscrits par Mireille Davidovic entre Thierry Voeltzel et Michel Foucault qui avait demandé à garder l'anonymat.
- Thierry Voeltzel, Vingt ans et après suivi de Letzlove, l'anagramme d'une rencontre, Paris, Éditions Gallimard, coll. « Verticales », 2014, 216 p. Nouvelle édition du livre d'entretiens entre Michel Foucault et Thierry Voeltzel.
- Les Écrevisses, FreeFoucault, publication des enregistrements audio des cours donnés au Collège de France[110]

#### Traductions
- Ludwig Binswanger, Le rêve et l’existence, trad. fr. par Jacqueline Verdeaux et Michel Foucault, « Introduction » de M. Foucault, Bruges, Desclée de Brouwer, 1954.
- Viktor von Weizsäcker, Cycle de la structure (Der Gestaltkreis), première éd. allemande 1933, traduit de l'allemand par Michel Foucault et Daniel Rocher, Paris, Desclée de Brouwer, 1958, 232 p.

## Hommages
- Square Michel-Foucault (Paris)